# جاك ويب (روائي)
جاك ويب (بالإنجليزية: Jack Webb)‏ (13 يناير 1916، لوس أنجلوس في الولايات المتحدة - 12 فبراير 2008، كورونادو في الولايات المتحدة)؛ كاتب وروائي أمريكي.